# Војни санитет на Солунском фронту
Војни санитет на Солунском фронту уз бројне кадровске, материјалне, организационе и друге проблеме, састављен од припадника српске војске и савезничких армија, различитог нивоа командовања, ипак је деловао као јединствена санитетска служба која је уз натчовечанске напоре успела да у кратком року врати у строј и преко 70% повређених и теже оболелих, и тако да значајан допринос победи у наступајућем заносу српске војске и хаотичном распаду система непријатељских војски у поразу.

## Значај
Значај рада војног санитета у свим етапама Солунском фронту огледа се у томе што је настојао да у самим јединицама, у захвату фронта, али и у Бизерти, „Сиди Абдалеу“, Тунису и другим болница у севервној Африци, непрестано „води битку” за одржавање стабилног бројног стања српске војске и стално приближавање броју од око 150.000 бораца.
На основу расположивих података могло се закључити да војни санитет у свим етапама Солунском фронта добро обавио посао. Међу санитетским губицима највећи број били су болесници и лакши рањеници (87,6%). Укупна смртност била је 7,5% што је нешто ниже од просека за Први светски рат (10%). То је истовремено индикатор доброг рада српског војног санитета и војног санитета савезника.

## Историја
Први светски рат је након две године ратовања морао да се приведе крају, али борбе су тек предстојале. Савезници су на југу Балканског полуострва на јесен 1915. године почели да организују Солунски фронт, коме су претходиле припреме, које су се одвијале у неколико фаза:
- Прво — прихват српске војске и избеглих Срба након албанске голготе.
- Друго — организација опоравак српске војске у Грчкој, Француској и Северној Африци.
- Треће — реорганизација и опремање српске војске.
- Четврто — током 1916. године пружање помоћи српској војсци у извршењу напад на комбиноване Немачке, Аустроугарске и Бугарске снаге, како би запосела положаје на тешко приступачним Могленским планинама, које су у том периоду представљале међудржавну границу Краљевине Србије и Краљевине Грчке.

Након реорганизације снага, трећину снага на Солунском фронту чинили су излечени, опорављени, нахрањени, одевени и наоружани српски војници, са Крфа, Севера Африке, Корзике, али и добровољци из САД и других земаља широм света. Српски војни санитет, који је претрпео огромне губитке у току прве две године ратовања и епидемије пегавца, такође је реорганизован.
Савезници су на југу Балканског полуострва 1916. организовали Солунски фронт. Рат је морао да се приведе крају, борбе су тек предстојале. Доласком српске војске на Халкидик током априла и маја 1916. године и њеним распоређивањем на западном сектору бојишта од Кожуфа до Лерина, још непотпуно наоружане и без сопствених позадинских санитетских установа, њене јединице започеле су нов период ратовања.
Претходила му је двомесечне обуке, почетком јула 1916. године српски војници, жељни победе и повратка из изгнанства у домовину, запосели су сектор на Солунском фронту, који је ангажовао око 600.000 војника са обе стране линије фронта. Трећину снага на Солунском фронту чинили су излечени, опорављени, нахрањени, одевени и наоружани српски војници, са Крфа, Севера Африке, Корзике, али и добровољци из САД и других земаља широм света. Српски војни санитет, који је претрпео огромне губитке у току прве две године ратовања и епидемије пегавца, такође је реорганизован.
Српска влада и официрски кругови са тешком муком успели су да обезбеде постојање „српског сектора“ и независног санитетса на Солунском фронту, чиме је избегнута могућност да војници буду размештени и одвојени по различитим савезничким јединицама. Војска

### Организација војног санитета на Солунском фронту по Париском споразуму
Према одлукама Париског споразума, савезници су до краја 1916. године организовати у позадини Солунског фронта 33 болничке јединице за лечење српских војника:
- 15 француских болница (13 у Солуну и 2 у Зејтинлику)
- 1 француско истурено болничко одељење у Острову
- 2 француске помоћне болнице за Србе у Седеси
- 6 француских амбулаторија (Микра, Верија, Вертекоп, Самли, Топчин, Гуменџа)
- 5 енглеских болница (Микра, Самли, Соровић и две у Вертекопу)
- 1 болница Шкотских жена у Солуну (касније 3. пољска хируршка болница)
- 2 руске болнице у Солуну (Наришкин и Свети Ђорђе)
- 1 руска болница у Соровићу (Српско руска болница)

Такође на Париској конференцији Французи су обавезали да према очекујућим санитетским губицима, обезбеде 14.000 постеља, за лечење рањених и оболелих српских војника. Како Французи, ову обаавезу нису могли испунити у потпуности јер нису имали довољно медицинског кадра и материјалних средстава, део те обавезе прузели су Енглези њиховом међусобном споразумом.
Све ове активности пратило је и размештање српског војног санитета уз бројне организационе и друге пробелеме. Наиме према новој организацији српске санитетске службе установљеној после потписивања у Паризу, 6. априла 1916. године, француско-српског споразума, Срби, по овом споразуму нису имали права на сопствене армијске болнице, и на оснивање специјалистичких служби, јер су српске санитетске војне установе биле предвиђене само до нивоа оперативне војске. Српском војном санитету одређена су по три алпинска завојишта за сваку дивизију, једно за хируршке случајеве, друго за заразне болести, треће за остале потребе.

 
Париски споразум, и нова организација војног санитета тешко је пала српским војним лекарима, а нарочито хирурзима, а посебно оцу српске ратне хирургије др Михајлу Мики Петровићу, који је незадовољан стањем у санитету овако реаговао: 
| „ | Ми се (војни) лекари љутимо, кад нам резервни санитетски официри пребаце да је (на Солунском фронту) на њима лежао највећи део посла... Требало је заћи на фронт и уверити се да је био процентуално несразмерно мали број активних санитетских официра према резервним, док је у исто време у Солуну (по канцеларијама и надлештвима) процентуално био несразмерно велики број активних према резервним. Као да је девиза Санитета Врховне команде била: резерва на фронт, актива у позадину! А при свему том наш санитет уопште није био малобројан.“ | ” |

На Солунском фронту савезничке енглеске, француске, канадске и руске болнице прошириле су се од Солуна, преко Могленске равнице, дуж Црне Реке, све до подножја Кајмакчалана.
По договору из Париза, српске болнице су биле под управом француског санитета, а српском санитету је припала организација завојишта и евакуација рањеника. Како српски лекари нису прихватили зависност од савезника, требало је изнаћи модус како да се овај споразум, оспори или „српском лукавошћу изигра”. Уз бројне отпоре и негодовања Француза и Енглеза ипак је уз велику упорност српских лекара, основана Прва хируршка пољска болница у Василици (14. јуна 1916), која се септембра 1916, преселила у Драгоманце. Разлог оснивања ове болнице, која је била на великој удаљености (50 km) од Солунског фронта, у стратешком смислу није била оправдана. Међутим у моралном смислу за српски војни санитет њено оснивање је имало велики значај, па су у том смислу, за њено оснивања, пронађени, више политички него доктринарни разлози.

### Војне санитетске јединице
По запоседању положаја дуж почетне линије на Солунском фронту српске војно-санитетске власти организовале су четири хируршке пољске болнице за сваку армију по једну у близини фронта.
Прва армија
За потребе Прве арамије одређене су следеће санитетске јединице:
- Дивизијска завојишта у свакој дивизији, са три завојишта, од којих је једно оспособљено за ране хируршке интервенције, прерастајући по потреби у пољске хируршке болнице
- Друга пољска болница у Скочевару
- Трећа хируршка пољска болница или Болнице шкотских жена — Јединица „Америка“ у Острову

Друга армија
За потребе Друге арамије одређене су следеће санитетске јединице:
- Дивизијска завојишта у свакој дивизији, са три завојишта, од којих је једно оспособљено за ране хируршке интервенције, прерастајући по потреби у пољске хируршке болнице
- Прва хируршка пољска болница у Драгоманцима
- Четврта пољска болница или Болница шкотских жена - Јединица „др Елси Инглис” смештена између Вертекопа и Драгоманаца.

#### Остале санитетске јединице
- Реконвалесцентна одељења у Водени, Микри и Зејтинлику
- Српска болница Престолонаследник Александар Карађорђевић у Солуну, основана марта 1917. године, она је по устројств и кадровима, постала главна војна болница српске војске.
- Неколико Француских, Енглеских и Руских санитетских јединица у зони Солунског фронта.
- Француске болнице у Бизерти, Сиди Абдалу, Тунису, а касније и Алжиру, као и реконвалесцентни центри у северној Африци. Далеко од фронта, у позадини, ова структура често је лечила најтеже повређене и оболеле и вршила опоравак изнемоглих и исцрпљених бораца.[9]

### Стране санитетске мисије
У помоћ српским војницима на солунском фронту стигле су, и поново биле прве, шкотске жене са више болница и транспортном јединицом. Дошле су и санитетске мисије из других делова Комонвелта: из Аустралије, Новог Зеланда, Канаде. Стигло је укупно 60 жена, почев од болничарки и возача санитетских возила до лекара и хирурга. Биле су то одлично опремљене и возилима снабдевене јединице почев од болничарки и возача санитетских возила до лекара и хирурга, које су преузеле евакуацију рањеника из Горничевске битке и са Кајмакчалана.
Одред моторних санитетских возила Болница шкотских жена или „транспортна јединица”, како су је звали, основана је у Великој Британији као посебна јединица од 18 чланова, која је бродом у Солун допутовала у лето 1916. године. Аутомобилска секција из са сатава мисије шкотских жена стигла ке са 5 амбулантних рањеничких аутомобила и једним путничким колима система „форд”, два велика камиона (1.500 кг) и једним мотоциклом.
На Солунском фронту, од новембра 1915, радила је Болница шкотских жена, „Јединица Гиртон и Њунхам“ („the Girton & Newnham Unit“), предвођена др Ен Луиз Мекилрој, која је после Великог рата била прва лекарка са звањем професора на Медицинском факултету у Лондону. Јединица је, од почетка до краја (8. мај 1915 – 1. септембар 1919), била под руководством др Ен Луиз Мекилрој (dr Anne Louise McIlroy, 1874–1968), која се у Солуну, као и по ослобођењу у Србији, посветила рехабилитацији и ортопедској протетици бројних српских ратних инвалида.

## Организација медицинског збрињавања
Примарно збрињавање рањеника
Евакуација рањеника са Кајмакчалана вршена је и дању и ноћу без прекида; а време трајања евакуације износило је према записима Др. Жарка М. Рувидић, санитетског пуковника:
- Од бојне линије до батаљонских превијалишта 40 минута до 1 сата;
- Од батаљонских до пуковских превијалишта 30 до 45 минута;
- Од пуковских превијалишта до завојишта 2 до 3 сата дању а 3 до 4 сата ноћу.
- Од завојишта десног одсека (Трећег) до евакуационе станице у Острову тешки рањеници превожени су аутомобилима стизали су за 2 до 2,5 сата, а рањеници евакуисани мазгама прелазили су тај пут за 5 до 6 сати.[14]

Ради брже евакуације образована је на средини пута од пуковског превијалишта десног одсека (5. пешадијски пук) до завојишта десног одсека прихватна станица, где су се смењивале болничарске патроле, које су носиле рањенике и одатле су одморне друге болничарске патроле рањенике прихватале и за кратко време доносиле у завојиште.
Да би се употребила сва транспортна средства која стоје на расположењу и да би се пут од 3. дивизијског завојишта до Острова за рањенике, који се евакуишу колима и мазгама, скратио, образована је у подножју села Баточина код слагалишта муниције прихватна станица 3. завојишта са једним медицинаром и потребним бројем болничара. До те прихватне станице евакуисани су рањеници мазгама завојишта и колима 2. болничког оделења као и колима профијант и муниционе колоне.
Одатле су рањенике евакуисали малим енглеским аутомобилима (камионима) и санитетским возилима марке „Форд „транспортне јединице“ болнице у Острову који су дотле доносили муницију и храну и враћали се празни у Острово.
Употребом свих средства за евакуацију рањеника, оснивањем прихватних и релејних станица успело се да се сви рањеници брзо и на време изнесу из бојне линије до батаљонских и пуковских превијалишта. На тај начин, чак и у времену када је било највише рањеника, није било нагомилавања рањеника код пуковских и батаљонских превијалишта. Тежак рањеник доношен је са положаја до дивизијског завојишта у року од 4 сата, а до хируршке станице у Острово стизао је за 12 до 14 сати.
У извештају који је поднела др Агнес Бенет, главни лекар „америчке јединице“, по завршетку битке за Кајмакчалан, је наведено:
Право са Кајмакчалана, а то је значило да су допремани из примитивних превијалишта, где су били штићени крововима од грања – и чекали на превоз – јодирани, превијени, са постављеним удлагама – све док амбуланте не би дошле до њих... Неки су остајали, нису преживели и само малени дрвени крстови говорили су о њима... Амбуланте су се кретале горе-доле, обично у конвоју. Обично је довожено 10-15 рањеника у исто време, до болнице где су били премештани на наша бела носила са белим прекривачима и потом преношени у шатор за пријем. Била је то наша замисао и многи су нас санитетски радници похвалили због тога. Рањеници у својим прљавим и крвавим униформама тако су доношени на столове пријемног одељења. Са њих је скидана одећа, били су опрани и збринути, преношени у одговарајућа одељења у чистим пиџамама.“ Извештај се наставља описима обраде рањеника, описују се путовања амбуланти, саопштени од девојака возача, као нешто посебно – али би то било и превише за ову прилику... Наведено је да је било „превише случајева гангрене“ и да су оне биле терет операционих шатора. Сестре су се онесвешћивале на послу, радило се даноноћно, није било замене, а требало је у исто време стерилисати и инструменте у малом стерилизатору... „Сестре су се држале апсолутно херојски, а такође наши болничари који су им помагали. А пошто је све функционисало одлично – оправдано је то у нама будило усхићење организацијом посла и нашим радом...
Даља евакуација рањеника

Након примарног збрињавања даља евакуација рањеника у болнице у Солуну обављана је преко Француског евакуационог центра. Сестре су бделе над рањеницима све до њиховог укрцавања у санитетски воз... 
операција у нашем операционом шатору било је 350 – било је то за наш понос – све се радило у специјалном шатору који нам је поклонила организација фармера Ајеншајра... Торакални рањеници били су нам најтежи – мало смо могли за њих да учинимо.

## Зубно лекарство на Солунском фронту
Схвативши, да је стање зуба и уста катастрофално, после свих патњи и мука, које је претрпела српска војска од албанске голготе до оснивања Солунског фронта, 1. јануара 1917. године у Водени (данас Едеса) у оквиру Реконвалесцентног одељења, новцем леди Тебит, основана је зубна станица. За првог шеф зубне станице у Водени одређен је др Милош Ђ. Поповић, који иако је после шест месеци распоређен на нову дужност, остао је у Водени и учествовао у раду зубне станице. Како су ратна дејства на Солунском фронту за последицу имала и тешке повреде лица, вилица и зуба, значај оснивања ове зубне станице огледао се и у томе што је у њој први пут у историји српског војног зубног лекарства, почела да се ради и реконструктивна стоматологија.
Осим ове убрзо је отворена и зубна станица при Реконвалесцентном одељењу у Микри, о којој се до дана данашњег врло мало зна. И у Микри као и у Водени рађено је и оперативно и реконструктивно зубно лекарство.
На основу сачувана документација, само из станице у Водени, сазнајемо да је у њој лечено близу 19.000 бораца.
На основу персоналних картона, која говоре о кретањима у служби, тешко је закључити, колико је зубних лекара и зубара стварно радило у Водени и Микри, јер према Париском уговору од 6. априла 1916. године Срби нису имали права на оснивање позадинских служби. У тако наметнутим условима од савезника Париским уговором, као и због недостатка кадрова, Срби током последње две године Великог рата нису успели да досегну „идеал“: барем по један зубни лекар на дивизију.

## Организација медицинског снабдевања и апотекарског рада на Солунском фронту
Фебруара 1916. године, у оквиру припрема за отварање Солунског фронта начелник санитета Врховне команде, др Роман Сондермајер од Штаба Врховне команде тражио је попуну ратне санитетске спреме по формацији јединица. На основу овог захтева попуну јединица и оснивање два санитетска слагалишта извршила је највећим делом Француска — Главног војишног у Солуну и Главног санитетско–апотекарско складиште на Крфу. Главно санитетско–апотекарско на Крфу у свом саставу имало је управу, магацин апотекарског материјала, магацин санитетског материјала и две комисије за пријем и слање апотекарског и санитетског материјала.

И мада је помоћ савезника била драгоцена (без прецизнијег одговора, колико је помоћи стварно добијено а колико је плаћено), добијена санитетска опрема није била најсавременија, а неки њени делови коришћени су у француској кампањи у Африци. На опреми су постојале ознаке „Мадагаскар 1896”. 
Било је и примера да су доброчиниоци као помоћ давали чак и неупотребљив материјал.  У писаним материјалима често се, када се објашњава зашто нешто није урађено, наводи да Србија није имала довољно финансијских средстава!

### Опрема трупног санитета
У опремању трупног нивоа санитетским средствима даван је приоритет, јер се смастрало да трупа трпи највеће санитетске губитке, а рањенике треба збрињавати на лицу места, и што пре враћати у прве борбене редове.
Пешадијско-пуковско одељење
Пешадијско-пуковско-санитетско одељење било је формацијски опремљено апотеком са три сандука, хируршком опремом, такође, у три сандука и са истим бројем сандука завојног материјала. Поред тога, имало је шатор и остали амбулантни материјал и носила, а за преношење коришћене су мазге.
Амбуланте деташованих јединица биле су опремљене са три ранца лекова и материјала, са 12 торбица санитетског материјала, нешто медицинских инструмената и осталог материјала.
Дивизијско завојиште
Дивизијско завојиште било је опремљено лековима, медицинским инструнментима, завојним материјалом, осталим прибором укључујући и рендген опрему. Лекови и санитетски материјал у дивизији паковани су на следећи начин:
- 2 велика сандука лекова;
- 1 велики сандук ортопедског прибора;
- 1 велики сандук хируршког прибора;
- 3 велика сандука завојног материјала;
- 3 велика сандука са 32 ранца завојног материјала.

### Кретање бројног стања апотекара
Почетак 1916.
У саставу српске војске на Крфу почетком 1916. године било је у:
- Моравској дивизији I позива, 11 апотекара;
- Моравској дивизији II позива, 5 апотекара;
- Комбинованом одреду 2 апотекара
- Дринској дивизији I позива, 4 апотекара;
- Дринској дивизији II позива, 2 апотекара;
- Дунавској дивизији I позива, 9 апотекара;
- Дунавској дивизији II позива, 5 апотекара;
- Шумадијској дивизији I позива, 9 апотекара;
- Шумадијској дивизији II позива, 10 апотекара;
- Тимочкој дивизији I позива, 4 апотекара;
- Тимочкој дивизији II позива, 5 апотекара;
- Комбинованој дивизији I позива, 8 апотекара;
- Брегалничкој дивизији, 3 апотекара;
- Крајинском одреду, 1 апотекар;
- Ужичком одреду, 2 апотекара;
- Српско – енглеској пољској болници, Битољској сталној болници, Моравској сталној војној болници, командама и другим местима било е још десетак апотекара.[18]

Јануар 1918.
На дан 12. јануара 1918. године у саставу српске војске налазило се 145 дипломираних фармацеута и 144 апотекарских помоћника.

### Санитетско снабдевање на Солунском фронту (до пробоја)
Све време трајања рата на Солунском фронту, снабдевање санитетским материјалом и лековима (до пробоја фромта) било је врло добро, захваљујући пожртвованом раду 145 дипломираних фармацеута и 144 апотекарских помоћника. Чија је бројка била импозантна рачунајући да је српска војска имала 120–150 хиљада људи, као и чињенице да је снабдевање и рад вршен у неповољним материјалним условима и у покрету.
Ни у чему није се осећала оскудица; свега је било довољно и достављано на време.
У Солуну била су два француска слагалишта: сани-тетско и апотекарско, а поред њих постојало је и Српско војишно санитетско – апотекарско слагалиште. Сем тога, на самом фронту постојала је нека врста слагалишта уз завојишта, односно пољске болнице.

Из француских слагалишта, као и из српског, снабдевање је прецизирано, по приоритету који је одређивао, које се установе могу да се из њих снабдевати, којим количинама и у ком периоду. Слагалишта су у одређено време слала материјал санитетским установама и јединицама на фронт са својим људима и превозним средствима (принцип „од себе“), изузев у случајевима када се сматрало да је рационалније то чинити по принципу „к себи.“ 
„Лекови, завојни и санитетски материјал добијани су на време из француског слагалишта, преко транзитног магацина“.
 Средства за евакуацију повређених имала су значај и за снабдевање, зато што су она коришћена у „повраном транспорту“.

### Санитетско снабдевање након пробоја Солунског фронта
Када су почела дејства за пробој Солунског фронта, настале су и тешкоће у снабдевању, а нарочито касније у операцијама гоњења, кад су јединице одмицале све даље а слагалишта остајала на истим локацијама. Тешкоће у снабдевању пратиле су тешкоће у евакуацији рањеника, директно повезане једне с другим.

## Солунски фронт у бројкама
За скоро три и по месеца непрекидних борби за успостављање Солунског фронта 1916. године српска војска продрла је 40 km у дубину, али је при том у овим биткама изгубила 1.209 официра и 31.342 војника - погинулих, рањених и несталих.
Од тога је било рањено 13.242 српска војника и официра, које је требало медицински збринути на адекватан начин. Како су борбе одмицала број рањених и оболелих је непрастано растао, не само 1916. већ и током 1917, 1918. и при пробоју Солунског фронта, тако да је из солунског залеђа пут северне Африке евакуисано укупно 27.191 тешки рањеника и болесника.